# Šaludovac
Šaludovac (izvirno srbsko Шалудовац) je naselje v Srbiji, ki upravno spada pod Občino Paraćin; slednja pa je del Pomoravskega upravnega okraja.

## Demografija
V naselju, katerega izvirno (srbsko-cirilično) ime je Шалудовац, živi 297 polnoletnih prebivalcev, pri čemer je njihova povprečna starost 44,0 let (42,5 pri moških in 45,6 pri ženskah). Naselje ima 99 gospodinjstev, pri čemer je povprečno število članov na gospodinjstvo 3,64.
To naselje je, glede na rezultate popisa iz leta 2002, večinoma srbsko, a v času zadnjih treh popisov je opazno zmanjšanje števila prebivalcev.
|  |

| Demografija | Demografija     | Demografija     |
| Leto        | Št. prebivalcev | Št. prebivalcev |
| ----------- | --------------- | --------------- |
|             |                 |                 |
|             |                 |                 |
|             |                 |                 |
|             |                 |                 |
| 1948        | 600             |                 |
| 1953        | 632             |                 |
| 1961        | 626             |                 |
| 1971        | 596             |                 |
| 1981        | 595             |                 |
| 1991        | 586             | 452             |
| 2002        | 544             | 360             |
|             |                 |                 |

| Etnična sestava po popisu iz leta 2002 | Etnična sestava po popisu iz leta 2002 | Etnična sestava po popisu iz leta 2002 | Etnična sestava po popisu iz leta 2002 | Etnična sestava po popisu iz leta 2002 |
| -------------------------------------- | -------------------------------------- | -------------------------------------- | -------------------------------------- | -------------------------------------- |
| Srbi                                   | Srbi                                   |                                        | 358                                    | 99,44%                                 |
| Makedonci                              | Makedonci                              |                                        | 1                                      | 0,27%                                  |
| Jugoslovani                            | Jugoslovani                            |                                        | 1                                      | 0,27%                                  |
| Neznano                                | Neznano                                |                                        | 0                                      | 0,0%                                   |